# الکساندر ولوویک
الکساندر ولوویک (اوکراینی: Олександр Ігорович Воловик؛ زادهٔ ۲۸ اکتبر ۱۹۸۵) بازیکن فوتبال اهل اوکراین است.
از باشگاه‌هایی که در آن بازی کرده‌است می‌توان به باشگاه فوتبال استال آلچفسک، باشگاه فوتبال اود-هورلی لوون، باشگاه فوتبال شاختار دونتسک، و باشگاه فوتبال متالورگ دونتسک اشاره کرد.